# Reliant Regal
La Reliant Regal est une automobile britannique à trois roues fabriquée par la Reliant Motor Company de 1953 à 1973.

## Historique
Une Reliant Regal Supervan III apparaît régulièrement dans la série Mr. Bean et une Reliant Regal fait une apparition dans le film Cars 2.

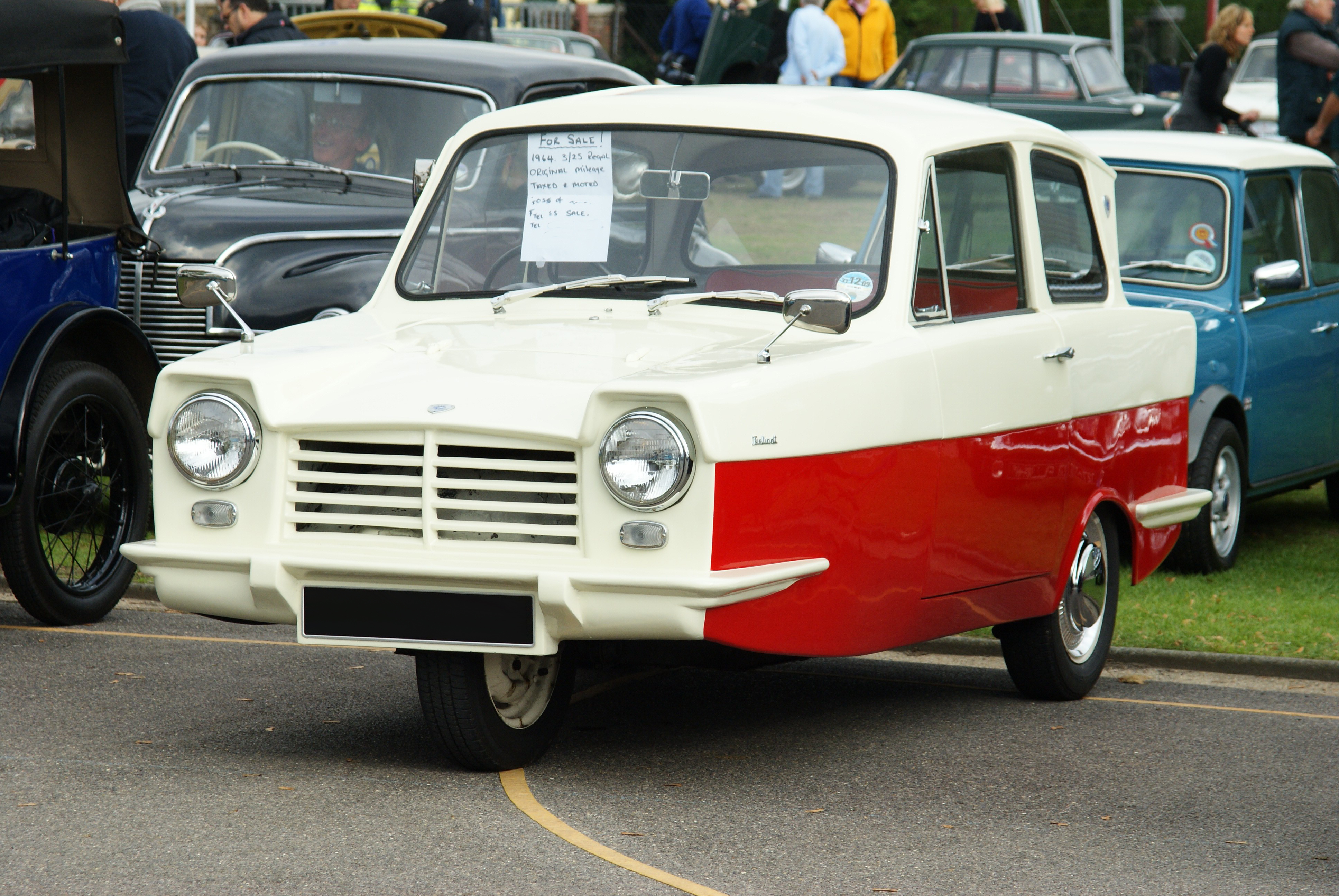
1964 Reliant Regal 3/25 (1962-68).